# 100 bottles
100 bottles is een lied van de Nederlandse rapformatie SFB. Het stond in 2022 als derde track op het album Reset the levels IV.

## Achtergrond
100 bottles is geschreven door Alejandro Boberto Hak, Francis Junior Edusei, Jackie Nana Osei, Kaene Marica en Tevin Irvin Plaate en geproduceerd door Spanker. Het is een nummer dat past in het genre nederhop. In het lied rappen en zingen de artiesten over hun successen en vieren zij dit door "honderd flessen" de lucht in te steken. Het nummer was onderdeel van het album Reset the levels IV, dat SFB uitbracht na een stilte van twee jaar. 

## Hitnoteringen
Ondanks dat het lied niet als single was uitgebracht, hadden de artiesten toch bescheiden succes met het lied in Nederland. Het piekte op de 44e plaats van de Single Top 100 in de twee weken dat het in deze hitlijst te vinden was. De Top 40 en haar Tipparade werden niet bereikt.